# Thecla kanonis
Thecla kanonis är en fjärilsart som beskrevs av Matsumura 1929. Thecla kanonis ingår i släktet Thecla och familjen juvelvingar. Inga underarter finns listade i Catalogue of Life.